# Кемпа (Конінський повіт)
Кемпа (пол. Kępa) — село в Польщі, у гміні Слесін Конінського повіту Великопольського воєводства.
Населення — 245 осіб (2011).
У 1975-1998 роках село належало до Конінського воєводства.

## Демографія
Демографічна структура станом на 31 березня 2011 року:
|          | Загалом | Допрацездатний вік | Працездатний вік | Постпрацездатний вік |
| -------- | ------- | ------------------ | ---------------- | -------------------- |
| Чоловіки | 117     | 28                 | 81               | 8                    |
| Жінки    | 128     | 31                 | 72               | 25                   |
| Разом    | 245     | 59                 | 153              | 33                   |